# 네코마 (일리노이주)
네코마(Nekoma)는 미국 일리노이주 헨리군 (일리노이주) 웰러 타운십의 미편입지구이다.
네코마 타운은 1869년 7월 개간되었다.
이 타운은 일리노이주 루트 17과 82를 가로지르는 헨리군의 남쪽에 위치해 있다.

## 인구
| 인구조사              | 인구 | Note | %± |
| --------------------- | ---- | ---- | -- |
| 2020년                | 23   |      | —  |
| U.S. Decennial Census |      |      |    |